# Povčeno
Povčeno je naselje v Občini Laško.